# Mathilde Halse
Mathilde Emma Halse (* 2. Mai 1999 in Nuuk, Grönland) ist eine dänische Curlerin. Derzeit spielt sie als Lead im dänischen Nationalteam um Skip Madeleine Dupont.

## Karriere
Halse spielte erstmals international bei der Mixed-Weltmeisterschaft 2015 als Lead im dänischen Team von Skip Mikael Qvist; die Mannschaft kam auf den neunten Platz. Bei der Junioren-B-Weltmeisterschaft 2016 war sie Skip des dänischen Juniorinnenteams, konnte sich mit einem zwölften Platz aber nicht für die Juniorenweltmeisterschaft 2016 qualifizieren. 2017 spielte sie erstmals bei der Europameisterschaft der Erwachsenen. Als Lead im Team von Madeleine Dupont kam sie auf den sechsten Platz.
Im Dezember 2017 konnte sie sich beim Olympischen Qualifikationsturnier in Pilsen mit ihren Teamkolleginnen (Skip: Madeleine Dupont, Third: Denise Dupont, Second: Julie Høgh, Alternate: Lina Knudsen) durch einen Finalsieg gegen die italienische Mannschaft um Diana Gaspari für einen der beiden letzten Startplätze für die Olympischen Winterspiele 2018 in Pyeongchang qualifizieren und spielte dort als Lead des dänischen Nationalteams. Zusammen mit ihren Teamkolleginnen kam sie nach einem Sieg und acht Niederlagen in der Round Robin auf den zehnten und letzten Platz.